# شیموکیتازاوا

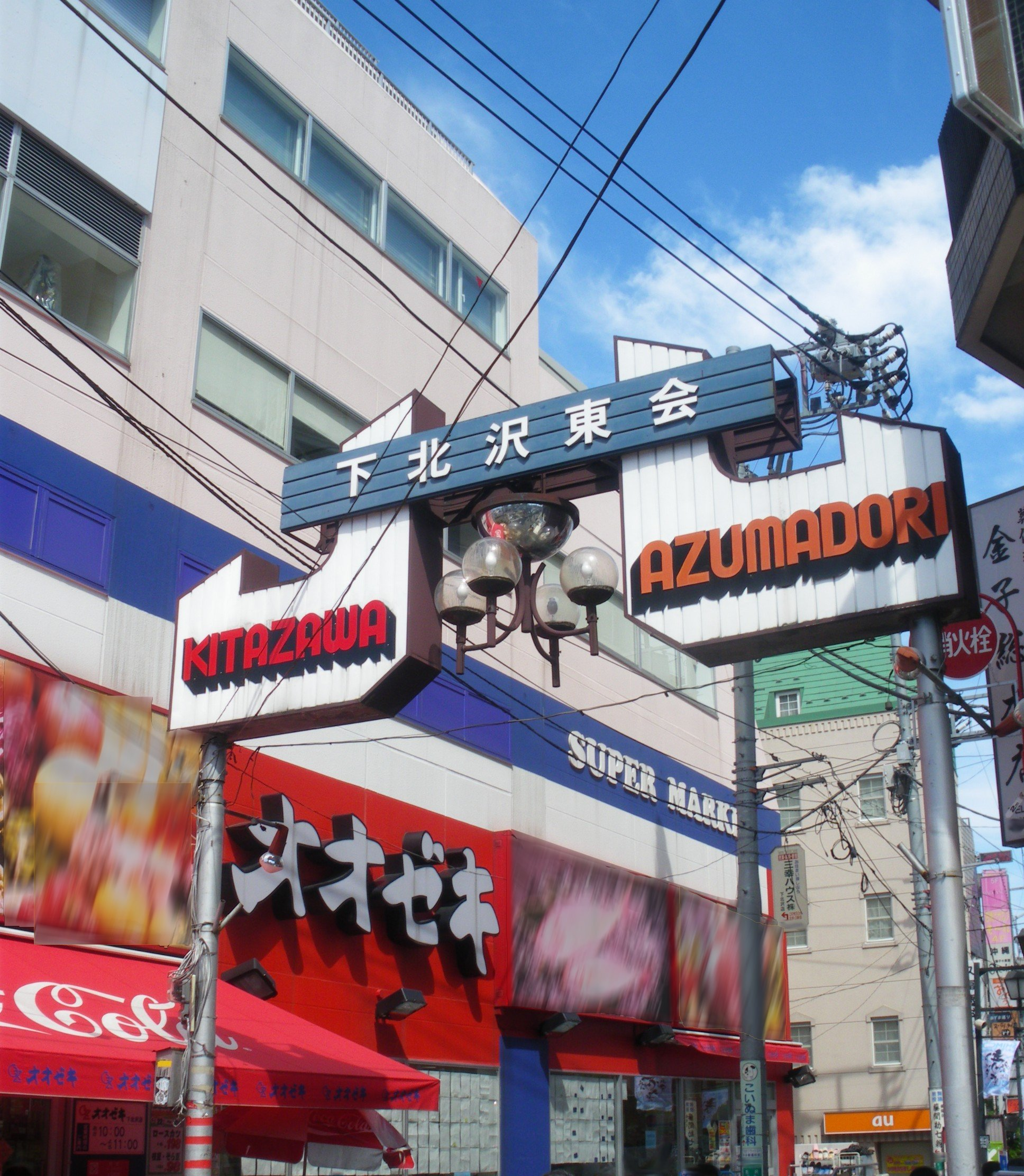
خیابان آزومادوری در شیموکیتازاوا

شیموکیتازاوا (به ژاپنی: (下北沢, Shimokitazawa) یکی از محله‌های توکیو پایتخت ژاپن است که در منطقهٔ ستاگایا واقع شده‌است. این محله به ۵ محلهٔ کوچکتر تقسیم می‌شود.

## ایستگاه راه‌آهن
- شرکت راه‌آهن اوداکیو، خط اوداکیو-اوداوارا، ایستگاه شیموکیتازاوا
- شرکت راه‌آهن کیئو، خط کیئو-اینوکاشیرا